# Rozella tasmańska
Rozella tasmańska (Platycercus caledonicus) – gatunek średniej wielkości ptaka z rodziny papug wschodnich (Psittaculidae). Występuje wyłącznie na wyspach na południe od Australii – na Tasmanii oraz wyspach w Cieśninie Bassa. Tylko nieliczne osobniki trzymane są w niewoli.
Systematyka
Międzynarodowy Komitet Ornitologiczny (IOC) wyróżnia dwa podgatunki P. caledonicus:
- P. c. caledonicus (J. F. Gmelin, 1788) – Tasmania, Wyspa Flindersa
- P. c. brownii (Kuhl, 1820) – wyspa King

Niektórzy autorzy uznają rozellę tasmańską za gatunek monotypowy.
Morfologia
Długość ciała około 37 cm, masa ciała 127–142 g.
Samica jest mniejsza od samca i ma biały pasek pod skrzydłem; ma również mniejszy dziób.
Ekologia i zachowanie
Można ją spotkać na wysokości do 1500 m n.p.m. w różnych typach siedlisk: nizinnych lasach eukaliptusowych, lasach deszczowych, górskich i nadrzecznych, w zaroślach, sadach, ogrodach i na terenach wykarczowanych. Jest ptakiem osiadłym.
W środowisku naturalnym tworzą praktycznie nierozerwalne pary. W czasie sezonu lęgowego ukrywają się i są płochliwe. Gniazdo w dziupli lub innym zagłębieniu w drzewie. W zniesieniu 4–5 jaj o wymiarach 30,5 × 24,5 mm. Inkubacja w niewoli trwa około 20 dni, a młode są w pełni opierzone po około 5 tygodniach od wyklucia.
Dieta tych ptaków składa się głównie z nasion krzewów i traw, oraz różnych owadów.
Status
Międzynarodowa Unia Ochrony Przyrody (IUCN) uznaje rozellę tasmańską za gatunek najmniejszej troski (LC – least concern) nieprzerwanie od 1988 roku. Trend liczebności populacji uznaje się za spadkowy.